# The Convict
The Convict er en amerikansk stumfilm fra 1910.